# Список награждённых орденом Ленина в 1930 году
Список из 23 награждённых Орденом Ленина в 1930 году.
Постановлениями Президиума ЦИК СССР от:

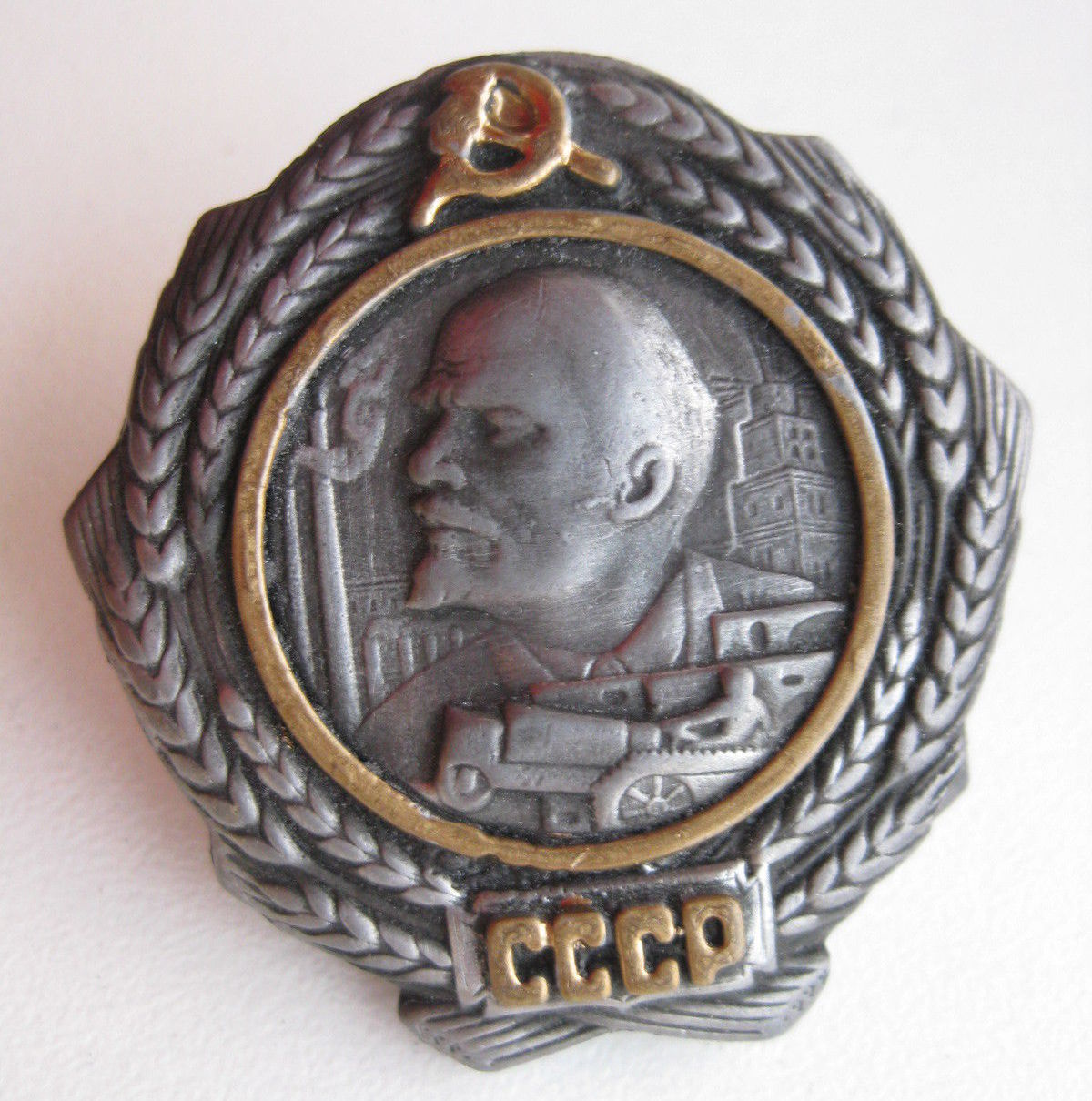
Орден Ленина первого типа (1930—1932)

## Май

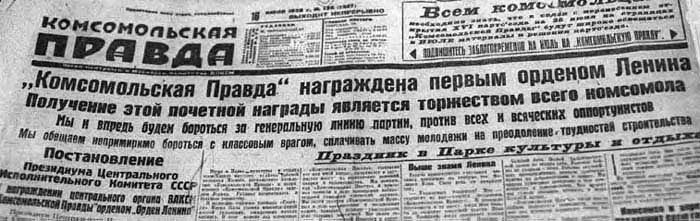
Передовица газеты «Комсомольская правда», 24 мая 1930.

### 23 мая
- О награждении газеты «Комсомольская правда»

- «За активное содействие в усилении темпов социалистического строительства и в связи с пятилетием со дня основания» награждена:

- газета «Комсомольская правда»

## Октябрь

### 3 октября
- О награждении тракторных колонн зерносовхоза «Гигант» и Симферопольского зерносовхоза, и отдельных работников сельского хозяйства

- «За выдающиеся заслуги на фронте совхозного строительства» награждены:

- тракторная колонна зерносовхоза «Гигант»
- тракторная колонна Симферопольского зерносовхоза
- Гизело А. А. — тракторист Херсонского ЗСХ
- Лисицин И. И. — тракторист Каргалинского ЗСХ
- Мартынюк А. В. — рулевой Черепановского ЗСХ
- Маслов С. И. — тракторист ЗСХ «Магнитный»
- Соболева М. И. — трактористка ЗСХ «Гигант»
- Ушакова В. А. — трактористка Макушинского ЗСХ
- Чекалин В. М. — бригадир Симферопольского ЗСХ
- Минаев А. В. — тракторист Краснореченского ЗСХ
- Шканов Ф. В. — директор ЗСХ им. Электрозавода (Средневолжский край)
- Токарев Г. С. — тракторист ЗСХ «Галля-Арал»
- Корчагин К. С. — инженер-механик ЗСХ «Галля-Арал»
- Степаненко С. Я. — руководитель Коростельского ЗСХ в Казакстане
- Курочкин Б. С. — заведующий мастерской Петушинского ЗСХ
- Ферберг Б. С. — инженер Зернотреста ()
- Кравцов Г. С. — директор Херсонского ЗСХ
- Гладченко Ф. Я. — тракторист ЗСХ «Гигант»
- Мухамедьяров А. М. — тракторист ЗСХ «Красная Башкирия»
- Хояновский И. И. — слесарь-механик Суворовского ЗСХ

Кроме отдельно отмеченных работников всем остальным ордена вручены 17 февраля 1932 года.

## Ноябрь

### 23 ноября
- О награждении тов. Б. А. Ройзенмана[11]

- «В ознаменование исключительных заслуг в деле улучшения и упрощения государственного аппарата, приспособления его к задачам развёрнутого социалистического наступления, в борьбе с бюрократизмом, бесхозяйственностью и безответственностью в советских и хозяйственных организациях, а также его заслуг по выполнению специальных, особой государственной важности заданий по чистке государственного аппарата в заграничных представительствах Союза ССР» награждён:

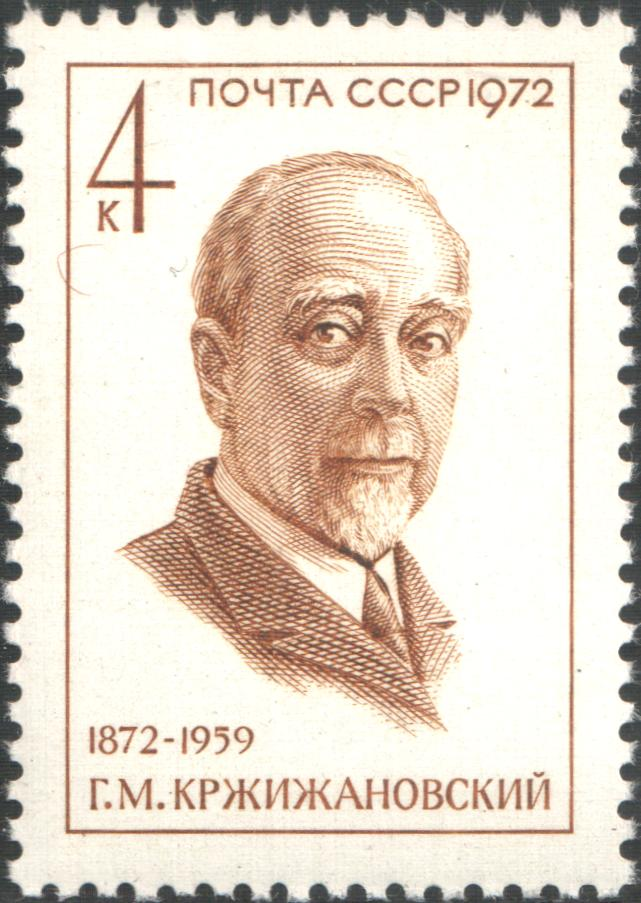
Г. М. Кржижановский

- Ройзенман, Борис Анисимович

## Декабрь

### 29 декабря
- О награждении тов. Г. М. Кржижановского

- «За исключительные заслуги в области электрификации Союза ССР — базы социалистической индустриализации Союза ССР» награждён:

- Кржижановский, Глеб Максимилианович — руководитель работы по составлению плана «ГОЭЛРО» (Государственный план электрификации), положенного в основу успешно осуществляемого трудящимися массами пятилетнего плана развития народного хозяйства Союза ССР